# Bulgogi
Bulgogi er en koreansk ret bestående af tynde skiver oksekød (som regel rib eye), der er marineret med sojaolie, løg, hvidløg, sukker og riseddike. Kødet bliver derefter stegt på grill og serveres med ris og grøntsager.
Der findes utallige variationer af bulgogi alt efter sæson og område.